# Nesticidae

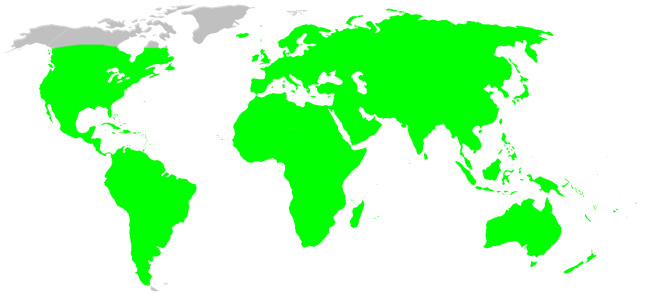
Phân bố của họ này.

Nesticidae là một họ nhện gồm 204 loài được xếp vào 9 chi.

## Các chi
- Aituaria Esyunin & Efimik, 1998
- Canarionesticus Wunderlich, 1992
- Carpathonesticus Lehtinen & Saaristo, 1980
- Cyclocarcina Komatsu, 1942
- Eidmannella Roewer, 1935
- Gaucelmus Keyserling, 1884
- Nesticella Lehtinen & Saaristo, 1980
- Nesticus Thorell, 1869
- Typhlonesticus Kulczynski, 1914